# Wuji
Wuji, även romaniserat Wuki, är ett härad som lyder under Shijiazhuang i Hebei-provinsen i norra Kina.